# Isparta
Isparta är en stad i södra Turkiet, administrativ huvudort för provinsen med samma namn. Staden hade 247 580 invånare i slutet av 2022.